# Comté de Langlade
Le comté de Langlade est un comté situé dans l'État du Wisconsin, aux États-Unis. Son siège est Antigo. Selon le recensement de 2000, sa population était de 20 740 habitants.